# Rio San Romedio
Der Rio San Romedio  ist ein Bach in Oberitalien, der durch das Nonstal in der Provinz Trient fließt. Er zählt zu den größeren linken Nebenflüssen des Noce.

## Geographie

### Geologie
Das Einzugsgebiet des Rio San Romedio setzt sich überwiegend aus der mesozoischen Formation Dolomia Principale zusammen. Daneben kommen noch andere Sedimentgesteine, wie klastische Sedimenten glazialen Ursprungs vor. Vom Zusammenfluss mit dem Rio Moscabio bis Sanzeno fließt der Bach durch eine canyonartige Schlucht aus Dolomia Principale, einem epigenesischen Einschnitt, wie er im Nonstal auch noch am Rio Novella oder am Noce unterhalb der Staumauer der Santa-Giustina-Talsperre vorzufinden ist. An den Wänden der Schlucht sind zahlreiche Fossilien aus der Gruppe der Megalodonten anzutreffen, wie bereits von Giuseppe Loss in seiner geologischen Beschreibung des Nonstales im 19. Jahrhundert erwähnt wurde.

### Verlauf
Der Rio San Romedio entspringt nördlich von Ruffrè in der Nonsberggruppe und fließt in südwestlicher Richtung in die Santa-Giustina-Talsperre, in die er südwestlich von Sanzeno bei der Ponte della Mula mündet. Benannt ist er nach dem Wallfahrtsort San Romedio, zu dessen Füßen er am Unterlauf vorbeifließt. Im Oberlauf wird er bis zum Zusammenfluss mit dem Rio Moscabio bei Don als Rio Linor bezeichnet. Gespeist wird er von einer Reihe von Quellen, die an den westlichen Abhängen des Monte Roen (2116 m s.l.m.) entspringen. Weitere größere Nebenflüsse sind von Nord nach Süd der Rio Freddo, der Rio Val Contres, Rio Vall’Avena und der Rio Verdés.

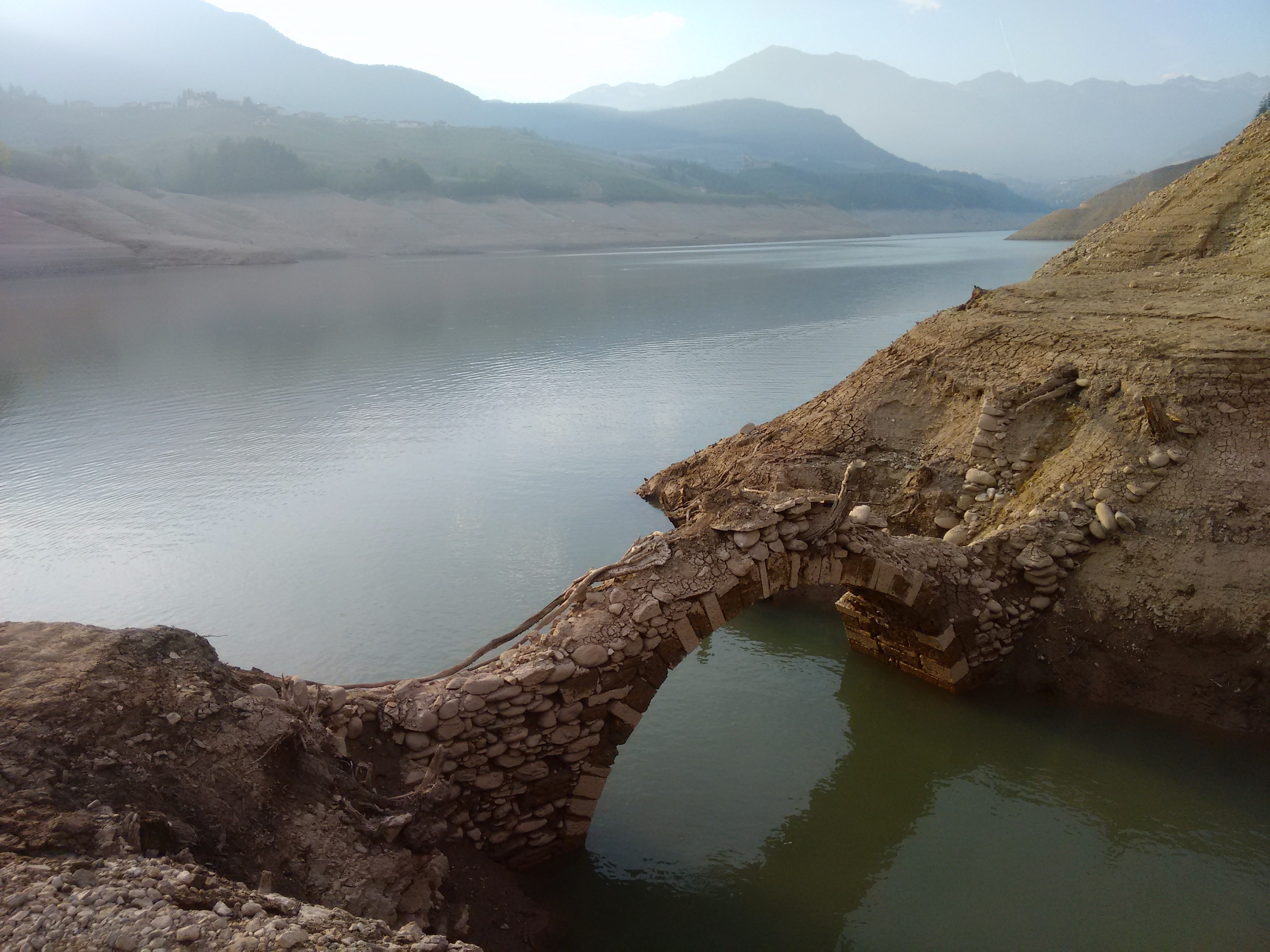
Mündung in die Santa-Giustina-Talsperre an der Ponte Mula. Die Brücke taucht nur bei Niedrigwasser auf.

## Ökologie
Der ökologische Zustand des Rio Linor – San Romedio wird im gesamten Verlauf als gut eingeschätzt. Das Wasserschutzamt der Autonomen Provinz Trient hat bei Kontrollen an der Mündung in die Santa-Giustina-Talsperre im Zeitraum zwischen 2010 und 2016 den ökologischen Zustand als gut, aber instabil eingestuft. In der Vergangenheit wurde die Einleitung von Abwasser eines Emscherbrunnens in Sanzeno als kritisch bewertet, was mit dem Anschluss an die Kanalisation 2011 behoben wurde.
Durch die Einleitung von Güllerückständen der Rinderhaltung in den Gemeinden Romeno und Cavareno in den Rechten Nebenfluss Rio Mascabio kam es in der Vergangenheit immer wieder zu Verunreinigungen, die sich negativ auf die Wasserqualität des Rio Lino – San Romedio ausgewirkt haben. Die Wasserentnahme für die landwirtschaftliche Bewässerung im Sommer wirkt sich ebenfalls negativ aus.  Die 1863 in die nördliche Felswand der San-Romedio-Schlucht angelegte Trasse für die zur Bewässerung der Anbauflächen bei Sanzeno errichtete Wasserleitung, wird heute als Wanderweg zwischen Sanzeno und San Romedio genutzt.
Die Ufer des Rio Linor – San Romedio sind zum Großteil unverbaut. Nur im Unterlauf finden sich einige Wasserschutzbauten.

## Fischfauna
Im Rio Linor – San Romedio werden in seinem Mittellauf Marmorierten Forellen für die Aufzucht ausgesetzt. Außerdem kommt noch die Bachforelle vor. Ein Wehr im Unterlauf auf der Höhe von Sanzeno stellt ein unüberwindbares Hindernis für die Fischwanderung dar.